# 科吉德鄉
科吉德鄉（波斯語：‎），是伊朗吉兰省阿姆拉什县兰库区的鄉。 2006年人口普查顯示科吉德鄉人口为903人，分佈於307個家庭。科吉德鄉辖有16个村。